# ديف هايت
ديف هايت (إنجليزية:Dave Hyatt) هو مطور برمجيات أمريكي، يعمل حالياً لحساب شركة أبل (منذ 15 يوليو 2002) حيث أنه جزء من فريق التطوير المسئول عن متصفح ويب Safari وإطار عمل WebKit وكان هايت واحداً من الفريق الأصلي وراء تطويـرْ الإصدارة التجريبية بيتا والإصدارة 1.0 من Safari وهو حالياً المطور الرئيسي ل WebKit وSafari.
قبل عمله في شركة Apple كان ديف قبلها يعمل لحساب شركة Netscape Communications من عام 1997 وحتى عام 2002 حيث ساهم في تطوير متصفح Mozilla.
أثناء عمله في نتسكيب ابتكر ديف أيضاً متصفح الويب مفتوح المصدر Camino (والذي عرف فيما بعد باسم Chimera) وشارك في ابتكار فايرفكس (عرف أصلاً باسم Phoenix) مع بليك روس. اشتهر هايت أيضاً بتضمينه لتطبيقات التصفح المبوب أو Tabbed browsing لمتصفحي Chimera وFirefox وهي تقنية تمكن المستخدم من عرض صفحتين ويب أو مستندين أو أكثر في نافذة واحدة (هذا التطبيق كان خاصاً بشركتي Netscape وMozilla وابتكره أصلاً مطور البرمجيات HJ van Rantwijk كجزء من مشروعه Multizilla على mozdev.org).

## وصلات خارجية
- Surfin' Safari
- Dave Hyatt's Weblog
- Surfin' Safari نسخة محفوظة 29 نوفمبر 2011 على موقع واي باك مشين.